# Stražbenica, Banovići
Stražbenica je naselje v občini Banovići, Bosna in Hercegovina.

## Zgodovina
Stražbenica je samostojno naselje od leta 1991. Do tega leta je bilo del naselij Banovići Selo in Podgorje.

## Deli naselja
Stražbenica.

## Prebivalstvo
| Pregled števila prebivalcev po letih | Pregled števila prebivalcev po letih | Pregled števila prebivalcev po letih | Pregled števila prebivalcev po letih | Pregled števila prebivalcev po letih | Pregled števila prebivalcev po letih |
| ------------------------------------ | ------------------------------------ | ------------------------------------ | ------------------------------------ | ------------------------------------ | ------------------------------------ |
| 1948                                 | 1953                                 | 1961                                 | 1971                                 | 1981                                 | 1991                                 |
| -                                    | -                                    | -                                    | -                                    | -                                    | 742                                  |

| 1991 |
| . skupaj: 742 Muslimani 730 (98,38 %) Srbi 1 (0,13 %) Hrvati 0 (0,00 %) Jugoslovani 6 (0,80 %) drugi in neznano 5 (0,67 %) |